# Robert Pauline
Robert Pauline (11 de junho de 1874 – 11 de novembro de 1942), auto-creditado eventualmente como Pauline, foi um profissional do entretenimento estadunidense, especialista em hipnotismo, do início do Século XX, que atuou como hipnotizador durante 30 anos na Europa e nos Estados Unidos. Pauline também atuou em um seriado mudo em 1920, The Mystery Mind, cujo roteiro se desenrolava em torno da temática do hipnotismo.

## Biografia
Nascido em 11 de junho de 1874 em Rochester, Nova Iorque, alegava, no entanto, ser francês. Foi aprendiz de Herbert Flint e The Great McEwen antes de lançar-se à carreira. Após ganhar fama apresentando-se em 1909 no Hammerstein’s Victoria Theatre ele ficou vários anos apresentando-se em vaudeville. Em 1911, trabalhou sob os serviços de Percy Williams, e nessa época adotou o nome “Pauline”. Auto-intitulava-se "Prof. De Pauline, the French Hypnotist", o que levou a pensar que nascera na França. Outras referências o colocam como "The Eminent French Scientist", "The Eminent French Psychologist", "Prince of Fun-Makers", "The World's Greatest Psychologist and hypnotist" e "Dr. J. Robert Pauline".
Pauline trabalhou com grande se diversificadas plateias, e as submetia ao hipnotismo; seu número favorito era colocar suas mãos na frente dos olhos do escolhido na plateia e sob o comando “Rigid!”, ordenar que ficasse sob seu poder. O termo “Rigid!” se tornou amplamente conhecido e popular. Tornou-se um dos hipnotizadores mais bem pagos da época.
Em 1920, atuou em um seriado em 15 capítulos, The Mystery Mind, com roteiro de Arthur B. Reeve e John Grey, pela Supreme Pictures Corporation. Foi sua única incursão no cinema.
Em 1925 foi preso por atirar um garçon, Solomon Trencher, da janela de um hotel, mediante uma discussão, ficando alguns anos fora do palco; posteriormente retornou.
Retirou-se dos palcos em 1937, e passou a morar com sua esposa em sua fazenda, Tuscarora.

## Vida pessoal e morte
Casou com Marguerite Kenney Pauline, com quem ficou casado até sua morte, em 1942. Tiveram um filho, Robert Pauline.
Morreu em 11 de novembro de 1942, no Rochester Hospital, de problemas cardíacos. e foi sepultado no Oaklawn Cemetery, em West Sparta, Livingston County, Nova Iorque.